# 白石镇 (忠县)
白石镇，是中华人民共和国重庆市忠县下辖的一个乡镇级行政单位。

## 行政区划
白石镇下辖以下地区：
长寿河社区、华富村、明星村、明月村、明华村、望岩村、打泉村、关金村、白花村、菜园村、华山村、巴岭村、华岭村、黄家村、盆城村、万板村、中坪村和巴营村。